# FIA E-Rally Regularity Cup 2018
La FIA E-Rally Regularity Cup 2018 è la stagione 2018 del Campionato del mondo di rally per veicoli ad alimentazione elettrica organizzato dalla Federazione Internazionale dell'Automobile. Si è sviluppato in 10 gare di regolarità in nove paesi dall'11 aprile al 18 novembre.
L'equipaggio francese composto da Didier Malga e Anne-Valérie Bonnel si è aggiudicato il titolo piloti e quello copiloti davanti agli italiani Fuzzy Kofler e Franco Gaioni. Renault ha vinto il titolo costruttori.

## Calendario e risultati
| Data                          | Gara                                  | 1º posto                                                               | 2º posto                                              | 3º posto                                                              |
| ----------------------------- | ------------------------------------- | ---------------------------------------------------------------------- | ----------------------------------------------------- | --------------------------------------------------------------------- |
| 11-14 aprile 2018             | Eco Rally Sanremo                     | Frédéric Mlynarczyk (pilota) Christophe Marques (co-pilota)            | Didier Malga (pilota) Anne-Valérie Bonnel (co-pilota) | Fuzzy Kofler (pilota) Franco Gaioni (co-pilota)                       |
| 18-19 maggio 2018             | Czech New Energies Rallye             | Petr Pavlat (pilota) Tomas Brzek (co-pilota)                           | Artur Prusak (pilota) Guido Guerrini (co-pilota)      | Fuzzy Kofler (pilota) Franco Gaioni (co-pilota)                       |
| 26-27 maggio 2018             | Hi-Tech Ecomobility Rally             | Thomas Papapashos (pilota) Giannis Harpidis (co-pilota)                | Fuzzy Kofler (pilota) Franco Gaioni (co-pilota)       | Athanassios Tsioutras (pilota) Giannis Simeonidis (co-pilota)         |
| 9-10 giugno 2018              | Portugal Eco Rally                    | Eneko Conde Pujana (pilota) Marcos Domingos Ruiz (co-pilota)           | Javier Moltó (pilota) Loren Serrano (co-pilota)       | Sancho Ramalho (pilota) Rui Martins (co-pilota)                       |
| 29 giugno - 1º luglio 2018    | Eco Energy Rally Bohemia              | Didier Malga (pilota) Anne-Valérie Bonnel (co-pilota)                  | Fuzzy Kofler (pilota) Franco Gaioni (co-pilota)       | Lukáš Hataš (pilota) Tereza Němcová (co-pilota)                       |
| 27-29 luglio 2018             | Rally Eco Bulgaria                    | Didier Malga (pilota) Anne-Valérie Bonnel (co-pilota)                  | Javier Moltó (pilota) Loren Serrano (co-pilota)       | Kalin Dedikov (pilota) Georgi Pavlov (co-pilota)                      |
| 29 agosto - 1º settembre 2018 | Rally Poland New Energies             | Artur Prusak (pilota) Lukasz Nytko (co-pilota)                         | Didier Malga (pilota) Anne-Valérie Bonnel (co-pilota) | Artur Burtan (pilota) Janeck Stroz (co-pilota)                        |
| 20-22 settembre 2018          | eRally Iceland                        | Didier Malga (pilota) Anne-Valérie Bonnel (co-pilota)                  | Fuzzy Kofler (pilota) Franco Gaioni (co-pilota)       | Kristjan Einar Kristjansson (pilota) Haukur Vidar Jonsson (co-pilota) |
| 24-28 ottobre 2018            | eRallye Monte Carlo                   | Alexandre Stricher (pilota) Hugo Lara (co-pilota)                      | Didier Malga (pilota) Anne-Valérie Bonnel (co-pilota) | Jacques Pastor (pilota) Serge Pastor (co-pilota)                      |
| 17-18 novembre 2018           | Eco Rallye de la Comunitat Valenciana | Eneko Conde Pujana (pilota) Adolfo González-Almuiña Torres (co-pilota) | Javier Moltó (pilota) Loren Serrano (co-pilota)       | Manuel Cortés Rodríguez (pilota) Eloi Alsina Dot (co-pilota)          |

## Classifiche

### Piloti

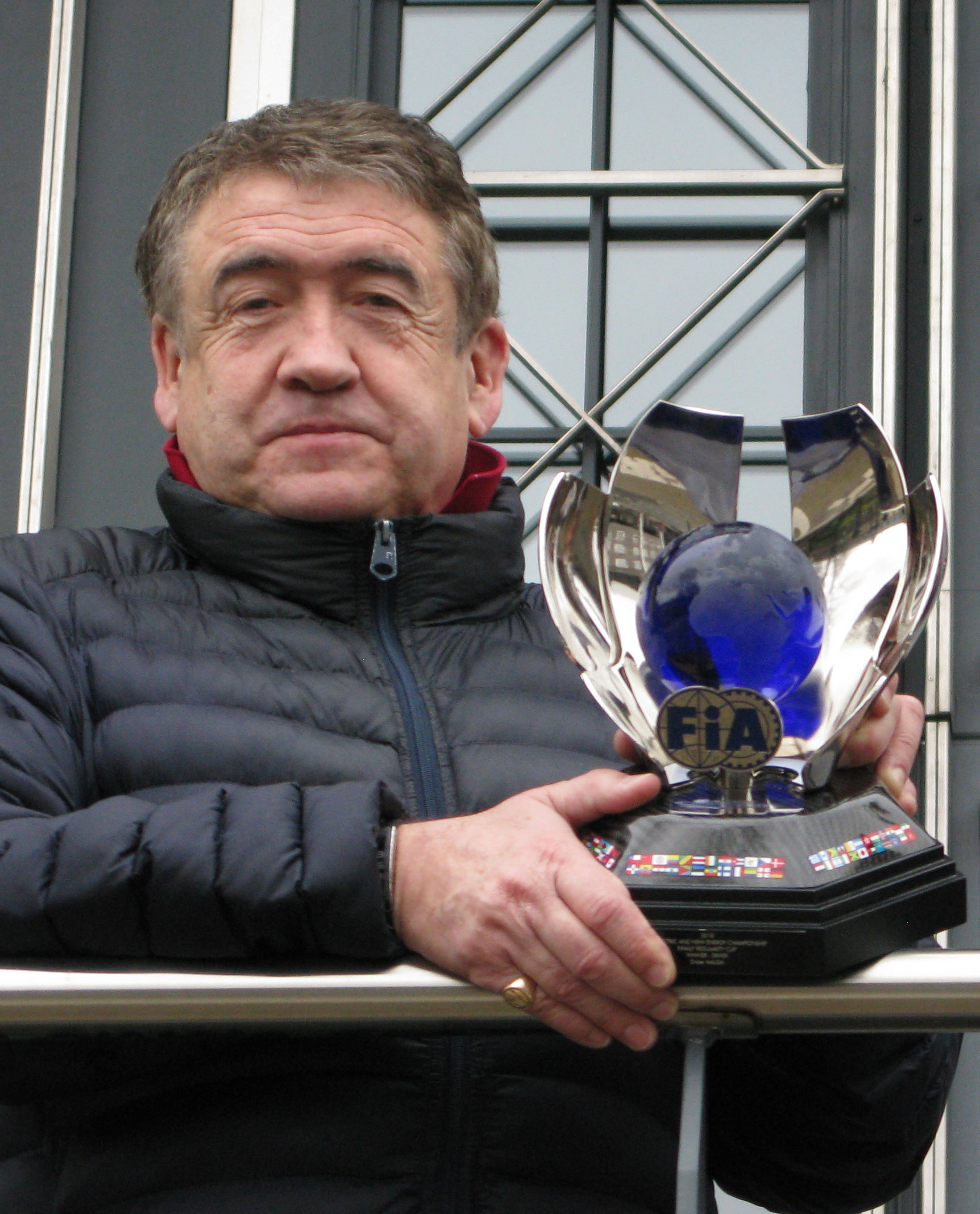
Didier Malga con il trofeo iridato 2018

| Punti | Pilota (prime posizioni) |
| ----- | ------------------------ |
| 62    | Didier Malga             |
| 41    | Fuzzy Kofler             |
| 34    | Javier Moltó             |
| 21    | Artur Prusak             |
| 20    | Eneko Conde Pujana       |

### Co-piloti
| Punti | Co-pilota (prime posizioni) |
| ----- | --------------------------- |
| 62    | Anne-Valérie Bonnel         |
| 41    | Franco Gaioni               |
| 26    | Loren Serrano               |

### Costruttori
| Punti | Marca (prime posizioni) |
| ----- | ----------------------- |
| 70    | Renault                 |
| 51    | Tesla                   |
| 45    | BMW                     |
| 36    | Volkswagen              |
| 29    | Nissan                  |